# 四格骨牌

所有的四格骨牌

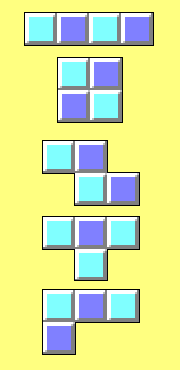
五種四格骨牌，從上到下分別可以用英文字母I, O, Z, T, L標示，其中正方形標示深色及淺色的顏色，相鄰方形用不同的顏色，五種四格骨牌，淺色方形有11個，深色方形有9個，無法完全的放在4×5或2×10的長方形中，因為這些長方形若將方塊輪流標示深色及淺色，最後深色方形及淺色方形數量會相同

四格骨牌（Tetromino），又稱四連塊或四連方，是一種多格骨牌，每塊以四個全等的正方形連成，反射或旋轉視作同一種共有五種，可以英文字母代表。
四格骨牌屬於平面的圖案，在多連立方中有對應的四連立方或四立方體（tetracube），是由四個全等的立方體組成。
四格骨牌常出現在遊戲中，知名电子游戏俄羅斯方塊就是移動四格骨牌（俄罗斯方块公司使用Tetriminos一词，作为游戏名称Tetris和Tetrominos的结合）進行遊戲的。具体来说，其使用单面四格骨牌。

## 四格骨牌

### 自由四格骨牌
多格骨牌是將正方形邊和邊相連組成的形狀。自由骨牌（free polyomino）是指考慮全等關係的多格骨牌，若二個自由骨牌彼此全等，視為是同一種自由骨牌。因此二個自由骨牌若在平移、旋轉、反射後相等，就算是同一種自由骨牌。
自由四格骨牌是由四個方形組成的自由骨牌，一共有五種。

### 單面四格骨牌
單面四格骨牌（one-sided tetrominoes）允許平移及旋轉，但不能反射（不能翻面，所以稱為單面骨牌）。在遊戲俄羅斯方塊中出現的都是單面四格骨牌。單面四格骨牌共有七種，其中有三種有反射對稱性，反射後的圖案和原來相同，不會因為只考慮單面四格骨牌而使數量加倍，這些骨牌是：
- I（也稱為直線骨牌，Straight Polyomino"[4]）：四個方塊以直線排列。
- O（也稱為方形骨牌，Square Polyomino[5]）：四個方塊排成2×2的方形。
- T（也稱為T形骨牌，T-Polyomino[6])：三個方塊排成一列，另一個方塊在一列骨牌的中間下方。

剩下的四種骨牌有不對稱性，四種骨牌分為二類，每類中的兩種骨牌互為另一種的反射。
L型骨牌，L-Polyominos：
- J型：三個方塊排成一列，另一個方塊在一列骨牌的右側下方。
- L型：三個方塊排成一列，另一個方塊在一列骨牌的左側下方。

斜骨牌，Skew Polyominos:
- S型：二個水平排列的骨牌，上面再放二個水平排列的骨牌，往右斜一格。
- Z型：二個水平排列的骨牌，上面再放二個水平排列的骨牌，往左斜一格。

若是自由四格骨牌，J型骨牌等於L型骨牌，S型骨牌等於Z型骨牌，但若在二維空間內，不允許翻面，不可能將J型骨牌變成L型骨牌，或是讓S型骨牌變成Z型骨牌。

### 固定四格骨牌
固定四格骨牌（fixed tetramino）只允許平移，不允許旋轉及反射。固定四格骨牌有二種I型、四種J型、四種L型、一種O型、二種S型、四種T型及二種Z型骨牌，共有19種固定四格骨牌。

## 用四格骨牌填滿長方形
雖然四格骨牌共有5種，加起來有20個方格，不過無法用5個四格骨牌填滿一個長方形，此情形不同於五格骨牌，較類似六格骨牌，證明時要用到肢解西洋棋盤問題的概念：
20個方格的長方形，若將方格輪流標示深色及淺色，最後深色方格及淺色方格會各有10個，但一組的自由四格骨牌（共五種）會有11個某種顏色的方格，剩下另一個種顏色的方格有9個（T形骨牌會有一種顏色的方格有三個，另一種顏色有三個，其他骨牌的兩種顏色的方格各有二個），因此無法填滿。若考慮一組的單面四格骨牌（共七種）也無法完全的放在28個方格的長方形中。
此外，任何奇數組的自由四格骨牌或單面四格骨牌都無法組成長方形。但若二組自由四格骨牌可以填滿4×10及5×8的長方形。
5×8長方形

4×10長方形

以類似方式，二組單面四格骨牌可以填滿一個長方形，方法還不止一種。因此任何偶數組的自由四格骨牌或單面四格骨牌都無法填滿長方形。
以下是由二組自由四格骨牌，高度為1時所形成的四立方體，填滿2×4×5及2×2×10的長方體。
2×4×5 長方體
```
 第一層      :     第二層

Z Z T t I    :    l T T T i
L Z Z t I    :    l l l t i
L z z t I    :    o o z z i
L L O O I    :    o o O O i

```

2×2×10 長方體
```
      第一層           :          第二層

L L L z z Z Z T O O    :    o o z z Z Z T T T l
L I I I I t t t O O    :    o o i i i i t l l l

```

## 四立方體
五種四格骨牌都可以成為四立方體，只要將高度延伸一單位即可。J型和L型的四立方體是相同的，S型和Z型的四立方體也是相同的，因為只要翻面就可以由一種四立方體變成另一種。
此外，還有三種四立方體沒有對應的四格骨牌，這些是由V型的三立方體上面再加一個立方體而得。
- 右旋型：單位立方體放在順時針的一側，在三維中有不對應性（下圖中用D表示）。
- 左旋型：單位立方體放在逆時針的一側，在三維中有不對應性（下圖中用S表示）。
- 分支型：單位立方體放在彎曲點上，在三維中沒有不對應性（下圖中用B表示）。

因此有八個四立方體。
多立方體一般只允許平移及旋轉，像右旋型及左旋型雖是鏡射對稱，但和平面的不同，無法用翻面的方式讓右旋型變成左旋型。

## 用四立方體填滿長方體
在三維的情形，這八個四立方體可以填滿4×4×2或8×2×2的長方體，以下的D、S、B及Z分別表示右旋型、左旋型、分支型及平面的Z型（S型）。
4×4×2 長方體

```
 第一層  :  第二層

S T T T  :  S Z Z B
S S T B  :  Z Z B B
O O L D  :  L L L D
O O D D  :  I I I I

```

8×2×2 長方體
```
     第一層     :     第二層

D Z Z L O T T T : D L L L O B S S
D D Z Z O B T S : I I I I O B B S

```

若立體不對應的D型及S型視為一樣的，則七個四立方體可以填滿7×2×2的長方體，其中的C表示D型或S型。
```
    第一層    :    第二層

L L L Z Z B B : L C O O Z Z B
C I I I I T B : C C O O T T T

```